# Puerta de Mata Anona
Puerta de Mata Anona är en ort i Mexiko.   Den ligger i kommunen Soledad de Doblado och delstaten Veracruz, i den sydöstra delen av landet, 403 km öster om huvudstaden Mexico City. Puerta de Mata Anona ligger 216 meter över havet och antalet invånare är 419.
Terrängen runt Puerta de Mata Anona är huvudsakligen platt, men västerut är den kuperad. Terrängen runt Puerta de Mata Anona sluttar brant österut. Runt Puerta de Mata Anona är det ganska tätbefolkat, med 104 invånare per kvadratkilometer. Närmaste större samhälle är Soledad de Doblado, 15,2 km sydost om Puerta de Mata Anona. Omgivningarna runt Puerta de Mata Anona är en mosaik av jordbruksmark och naturlig växtlighet.